# فرودگاه استاربوک
فرودگاه استاربوک (به انگلیسی: Starbuck Airport) یک فرودگاه همگانی است که یک باند فرود چمن دارد و طول باند آن ۵۷۹ متر است. این فرودگاه در کشور کانادا قرار دارد و در ارتفاع ۲۳۹ متری از سطح دریا واقع شده است.